# Pedro Luís Vicençote
Pedro Luís Vicençote, alias Pedrinho (* 22. Oktober 1957 in Santo André) ist ein ehemaliger brasilianischer Fußballspieler. Er spielte in der Verteidigung.
In seiner Karriere spielte er für die SE Palmeiras (1977–1981), CR Vasco da Gama (1981–1983 and 1986), Bangu AC (1987–1988) und in Italien in der Serie A bei Catania (1983–1986). Er gewann zweimal die Campeonato Carioca: 1982 und 1987.
Er spielte zwischen Juli 1979 und Juni 1983 13 mal für Brasilien und schoss zwei Tore. Für Brasilien nahm er an der Weltmeisterschaft 1982 in Spanien teil, kam als Ersatzspieler jedoch nicht zum Einsatz.

## Erfolge
Vasco da Gama
- Staatsmeisterschaft von Rio de Janeiro: 1982, 1987
- Taça Guanabara: 1987

Auszeichnungen
- Bola de Prata: 1979